# Louis Mailloux
Pour l’article homonyme, voir Mailloux.
Ne doit pas être confondu avec Louis Mailloux (1897-1939), aviateur français.
Louis Mailloux (Caraquet, 4 octobre 1855 - Caraquet, 27 janvier 1875) est un homme du Nouveau-Brunswick qui fut  tué lors d'une émeute relative aux droits scolaires des Acadiens. Il est considéré comme un héros par plusieurs Acadiens.

## Biographie
Louis est le fils de Philippe Mailloux, pêcheur, et de Rose Thériault. Il est tué lors d'une fusillade durant les émeutes de Caraquet le 27 janvier 1875. Selon la version officielle, une balle tirée à travers le plancher du grenier où il se trouvait l'atteint mortellement. Mais selon certains témoins, l'événement avait été prémédité.

## Louis Mailloux dans la culture
Chez les Acadiens du Nouveau-Brunswick, Louis Mailloux est devenu un héros national.
En 1929, le Néo-Brunswickois James Branch (né en 1907) crée la pièce Vivent nos écoles catholiques ! ou la Résistance de Caraquet, la première à s'intéresser aux événements de 1875. La pièce est centrée sur le personnage de Louis Mailloux, qui est dépeint comme un personnage impulsif enclin à se mettre dans le pétrin. La pièce fait état d'un conflit de générations, où les plus âgés partagent l'opinion du curé Pelletier, qui critique les agissements des jeunes.
En 1967, Calixte Duguay écrit Le Vieux Majorique, une nouvelle racontant l'histoire de Louis Mailloux. Il écrit peu de temps après la chanson Louis Mailloux. Le Parti acadien est fondé en 1972 durant la montée du nationalisme acadien. Duguay, étroitement lié au parti, s'associe avec Jules Boudreau pour écrire la pièce de théâtre Louis Mailloux, qui est présentée pour la première fois en 1975 à l'occasion du centenaire de la fusillade. Cette pièce a connu une réécriture et plusieurs présentations au fil des années.
Un couplet de la chanson Chanter ma vie, de Wilfred LeBouthillier, mentionne indirectement l'affaire :
« 
Ce n'est pas parce qu'on l'ignore qu'il n'y a rien qui s'est passé

Dans mon village de Caraquet, la nuit du 27 janvier »
La rue sur laquelle est survenue la fusillade se nomme maintenant rue des Patriotes. La maison d'André Albert n'existe plus, mais le monument Hommage aux Patriotes a été inauguré à cet endroit en 1986. Il consiste en une stèle de granite flanquée de deux drapeaux acadiens et porte l'inscription « HOMMAGE AUX PATRIOTES – ICI, le 27 janvier 1875, un groupe de patriotes dont Louis Mailloux, se sont insurgés contre l'application de la loi King qui interdisait l'enseignement de la religion à l'école ». Une rue du quartier Le Bouthillier, d'où venaient la plupart des pêcheurs de Caraquet et protagonistes dans les émeutes, est nommée en l'honneur de Louis Mailloux. L'école secondaire de la ville porte aussi son nom depuis 1972.